# Ortotipografía
La ortotipografía es el conjunto de usos y convenciones que rigen en cada lengua y su escritura, por medio de elementos tipográficos. Se ocupa de la correcta aplicación de las reglas de la tipografía, como la ortografía se aplica a la escritura en general, con independencia del medio empleado para producirla. Un ejemplo de regla tipográfica elemental es que una coma debe seguir sin espacios a la letra que la precede, pero debe estar separada por un espacio del signo o carácter que le sigue.
Martínez de Sousa define la ortotipografía como:
«el conjunto de reglas de estética y escritura tipográfica que se aplican a la presentación de los elementos gráficos, como bibliografías, cuadros, poesías, índices, notas de pie de página, citas, citas bibliográficas, obras teatrales, aplicación de los distintos estilos de letra (redonda, cursiva, versalita, así como las combinaciones de unas y otras), etc.».
Algunas de estas reglas, sin embargo, suelen ser parte de lo que se llama más propiamente «estilo editorial», así como del «diseño editorial», ya que pueden variar de una publicación a otra; la ortotipografía concreta su aplicación desde un punto de vista ortográfico y tipográfico.

## Microtipografía y macrotipografía
La tipografía suele dividirse en microtipografía y macrotipografía. La primera estudia los efectos de la colocación de las letras y signos en relación con la colocación de unos con respecto a otros, como el espacio entre letras o entre palabras. Los ajustes en la forma de las letras, para evitar efectos desagradables, constituyen parte del estudio microtipográfico. Puede considerarse que la ortotipografía es una parte de la microtipografía.
La macrotipografía, en cambio, estudia el efecto global de los bloques de texto y cómo se distribuyen en la misma.

## Historia
Las obras que se han ocupado de la ortotipografía han sido generalmente manuales profesionales destinados a tipógrafos. El antecedente de este tipo de manuales fue la obra Orthotypographia, de Hyeronimus Hornschuch, publicada en latín en Leipzig en 1608.
En español el autor más reconocido de esta disciplina es José Martínez de Sousa, por su manual Ortografía y ortotipografía del español actual (2004), entre otras obras.